# 247
247 (CCXLVII) var ett normalår som började en fredag i den julianska kalendern.

## Händelser

### Okänt datum
- Goterna invaderar Romarriket för första gången.
- Filip Araben markerar staden Roms tusenårsjubileum genom att hålla sekularspel.
- Prins Himiko av Yamatai, i Japan, påbörjar ett krig mot kungen av Kunukoku.
- Inbördeskrig utbryter i Japan.
- Vijaya Kumara kröns till kung på Ceylon.